# Badische Revolution
Heckerzug (13. bis 27. April 1848):
Scheideck – Günterstal – Freiburg – Dossenbach
Struve-Putsch (21. bis 25. September 1848):    
Staufen
Badischer Militäraufstand (9. Mai bis 23. Juli 1849):
Heppenheim – Weinheim – Wald-Michelbach – Ludwigshafen – Käfertal – Ladenburg I – Hirschhorn – Waghäusel – Ladenburg II – Sinsheim – Ubstadt – Durlach – Murglinie – Gernsbach – Rastatt
Unter der Badischen Revolution von 1848/1849 versteht man den regionalen Ablauf der fast ganz Mitteleuropa erfassenden revolutionären Unruhen dieser Jahre im Großherzogtum Baden.
Als Teil der bürgerlich-liberalen „Märzrevolution“ in den Staaten des Deutschen Bundes war die Revolution im südwestdeutschen Baden wesentlich getragen von radikaldemokratischen Einflüssen: Sie erstrebte eine badische – im übergeordneten Kontext auch deutsche – Republik unter der Souveränität des Volkes und richtete sich gegen die Fürstenherrschaft.
Ihre Höhepunkte waren der Heckeraufstand im April 1848, der Struve-Putsch im September 1848 und der auch als „Mai-Revolution“ bezeichnete, bürgerkriegsähnliche Ausmaße annehmende Aufstand im Rahmen der Reichsverfassungskampagne ab Mai 1849. Die Revolution endete am 23. Juli 1849 mit der militärischen Niederschlagung der letzten Erhebung und der Einnahme der Festung Rastatt durch Bundestruppen unter preußischer Führung.

## Historischer Überblick

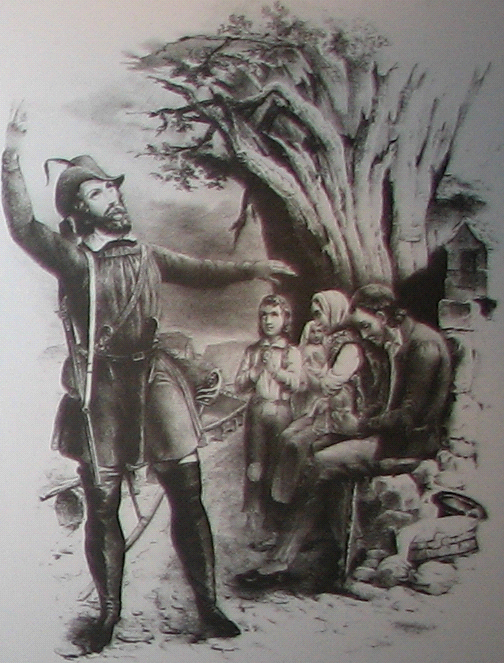
Verklärendes Bild Friedrich Heckers (1811–1881), links stehend

Mit dem Hambacher Fest 1832 wurden die Tendenzen des Vormärz ersichtlich. Teilnehmer am Hambacher Fest war unter anderen Johann Philipp Becker. Nach Ausbruch der Februarrevolution 1848 in Paris und der Ausrufung der Zweiten Republik in Frankreich sprang der revolutionäre Funke zunächst auf Baden über, bevor es in weiteren Staaten des Deutschen Bundes zu revolutionären Unruhen und Aufständen kam.

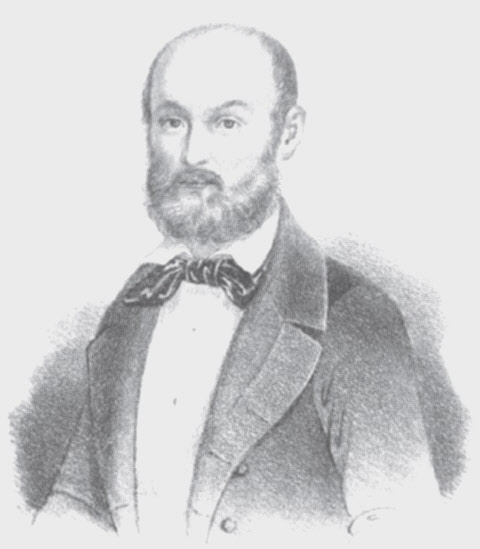
Gustav Struve

Die deutsche Märzrevolution begann nicht nur in Baden, sondern endete auch hier, als am 23. Juli 1849 die Festung Rastatt als letzte Bastion der Revolutionäre durch preußische Truppen eingenommen wurde.
Die Badische Revolution lief in zwei Phasen ab: Zwischen Anfang März 1848 und September 1848 gab es mit dem Heckerzug und der Erhebung Gustav Struves in Lörrach zwei Versuche, von Südwestdeutschland aus eine Republik durchzusetzen.
Vier Revolutionärs-Züge machten sich in der zweiten April-Hälfte auf. Der Hecker-Zug von Friedrich Hecker von Konstanz aus vom 13.–20. April 1848, der in dem Gefecht auf der Scheideck bei Kandern scheiterte. Der Sigel-Zug von Konstanz aus vom 15.–24. April 1848, der im Gefecht bei Günterstal am 23. und beim Sturm auf Freiburg am 24. April 1848 unterlag. Der Weißhaar-Zug von Jestetten aus vom 17.–20. April, der am 20. April in Steinen (Baden) endete. Der Herwegh-Zug von Kleinkems am Rhein aus vom 24.–27. April 1848, der im Gefecht bei Dossenbach unterging. Mit der Niederlage Friedrich Heckers und seiner Anhänger bei Kandern und dessen Flucht ins Exil sowie der Verhaftung Gustav Struves im September war diese erste Phase beendet.
Die zweite Phase begann – nach der Ablehnung der Paulskirchenverfassung durch die meisten Fürstenhäuser des Deutschen Bundes – mit den Maiaufständen von 1849, die nicht nur in Baden, sondern auch in anderen deutschen Staaten (insbesondere auch in der bayrischen Rheinpfalz) einen Versuch darstellten, eine Durchsetzung der Verfassung doch noch zu erzwingen (Reichsverfassungskampagne). Diese zweite Phase endete in Baden mit der Niederschlagung der Revolution nach letzten Kämpfen im Juli 1849 in Rastatt.
Kennzeichnend für die Badische Revolution im Unterschied zu den anderen Erhebungen im Deutschen Bund war, dass in ihr die Forderung nach einer demokratischen Republik am konsequentesten vertreten wurde. Demgegenüber favorisierten die Gremien und Revolutionsparlamente der anderen Fürstentümer des Deutschen Bundes mehrheitlich eine konstitutionelle Monarchie mit einem Erbkaisertum.
Radikaldemokratische und frühsozialistische Revolutionäre waren in Baden stark vertreten. Einige der profiliertesten Köpfe waren Friedrich Hecker, Gustav Struve und seine Frau Amalie, Gottfried Kinkel, Georg Herwegh und seine Frau Emma. Des Weiteren war Wilhelm Liebknecht, der zu dieser Zeit noch relativ unbekannte spätere Mitbegründer der Sozialdemokratischen Arbeiterpartei (SDAP), der Vorläuferpartei der SPD (Sozialdemokratische Partei Deutschlands), im September 1848 am Aufstand in Lörrach beteiligt und im Mai 1849 als Adjutant Struves Teilnehmer der Badischen Revolution. Auch der Sozialist Friedrich Engels, der während der Märzrevolution für die von Karl Marx in Köln herausgegebene „Neue Rheinische Zeitung“ schrieb, nahm 1849 in der Endphase der Badischen Revolution aktiv an den Kämpfen gegen konterrevolutionäre preußische Truppen teil. Schließlich stießen aus Köln auch die Eheleute Fritz und Mathilde Franziska Anneke zu den badischen Freischärlern.
Die Basis der Revolution in Baden bildeten die vielerorts gegründeten Volksvereine.
Die nachfolgende Tabelle zeigt die Zusammenhänge zwischen der Revolution in Baden, den Vorgängen im Deutschen Bund und in Europa auf, soweit diese in der Wikipedia beschrieben sind.
| Periode   | Großherzogtum Baden | Deutscher Bund | Europa |
| --------- | --- | --- | --- |
| 1847      | | | |
| April     | | Berlin: Kartoffelrevolution | |
| Mai       | | Tübinger Brotkrawall | |
| September | Offenburger Versammlung 1847 | | |
| Oktober   | Heppenheimer Tagung | | |
| November  | | | Schweiz: Sonderbundskrieg |
| 1848      | Badische Revolution | Deutsche Revolution 1848/49 | Italien: Erster Unabhängigkeitskrieg (1848–1849); März 1848 bis Juli 1849 Ungarn: Ungarische Revolution 1848/1849; März 1848 bis August 1849                               |
| Februar   | Mannheimer Volksversammlung | | Frankreich: Februarrevolution 1848; Februarrevolution 1848 im Elsass |
| März      | Heidelberger Versammlung der 51; Offenburger Versammlung 1848 | Märzrevolution; Siebenerausschuss Berlin: Märzrevolution 1848 in Berlin; Märzgefallene; Wien: Revolution von 1848/1849 im Kaisertum Österreich; Revolution in Sigmaringen; Revolution von 1848 im Großherzogtum Hessen | Frankreich/Deutschland: Deutsche Democratische Gesellschaft in Paris Deutsche Demokratische Legion                                                                         |
| April     | Heckerzug Gefecht auf der Scheideck; Gefecht bei Günterstal; Sturm auf Freiburg; Gefecht bei Dossenbach | Vorparlament; Fünfzigerausschuss; Siebzehnerausschuss | |
| Mai       | | Frankfurter Nationalversammlung (bis Mai 1849) | |
| Juni      | | Prager Pfingstaufstand | Frankreich: Juniaufstand und Konterrevolution |
| September | Struve-Putsch Gefecht um Staufen | Volksaufstand in Frankfurt | Slowakei: Slowakischer Aufstand bis November 1849; Schweizer Bundesverfassung 1848                                                                                         |
| Oktober   | | Wiener Oktoberaufstand 1848 | |
| 1849      | | | |
| April     | | Prümer Zeughaussturm | |
| Mai       | Badische Revolution (Militäraufstand); bis Juli 1849, Offenburger Versammlung 1849; Badische Revolutionsregierung (1849); Badische verfassunggebende Versammlung von 1849; Festung Rastatt; Militärrevolte 1849 in Lörrach | Reichsverfassungskampagne; Kaiserdeputation Dresdner Maiaufstand; Pfälzischer Aufstand; Iserlohner Aufstand von 1849; Elberfelder Aufstand; Ober-Laudenbacher Gefecht                                                  | |
| Juni      | Gefecht bei Waghäusel; Gefecht bei Durlach; Gefechte an der Murglinie; Gefecht in Gernsbach | Rumpfparlament | |
| Juli      | Rückzug der badischen Revolutionsarmee in die Schweiz; Belagerung der Festung Rastatt vom 30. Juni bis 23. Juli | | Ungarischer Unabhängigkeitskrieg#Der Sommerfeldzug 1849; Italienische Unabhängigkeitskriege#Entwicklung in Venedig, der Toskana und auf Sizilien; Schweiz: Büsinger-Handel |

## Zeittafel der Badischen Revolution

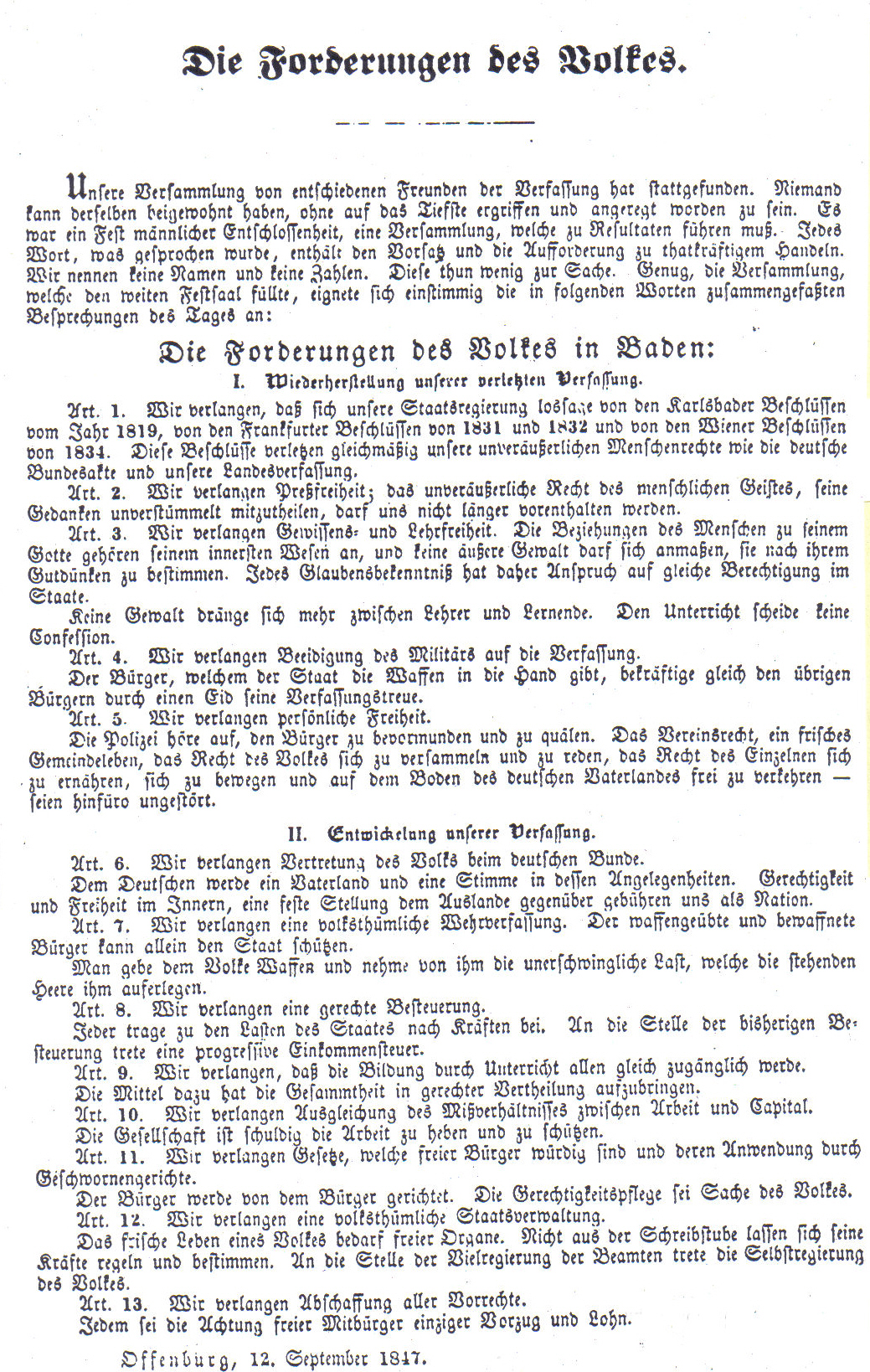
Flugblatt vom September 1847 mit den „Forderungen des Volkes“, den bei der Offenburger Versammlung formulierten Zielen der Radikaldemokraten

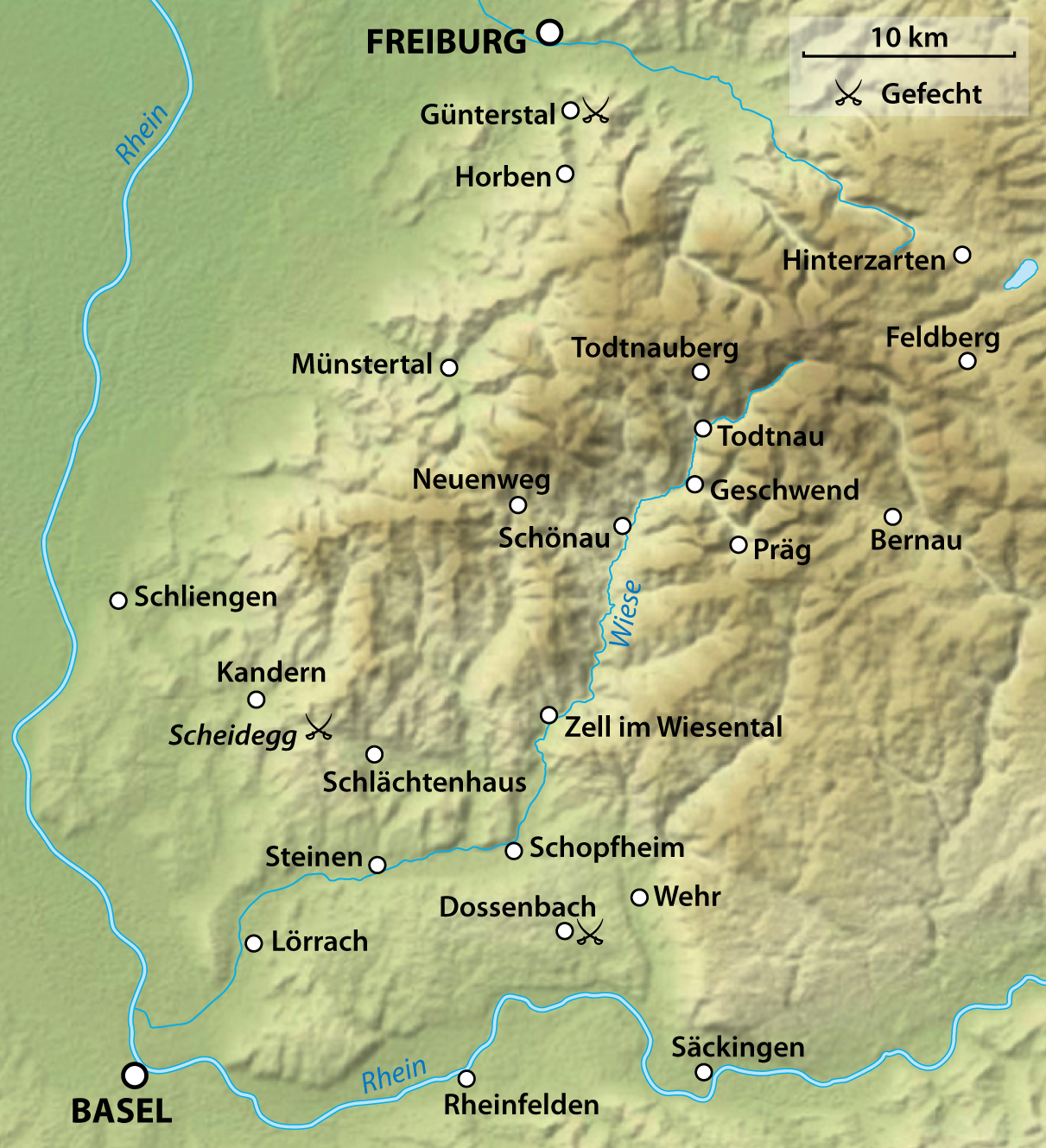
Karte des vom Aprilaufstand 1848 betroffenen Gebietes

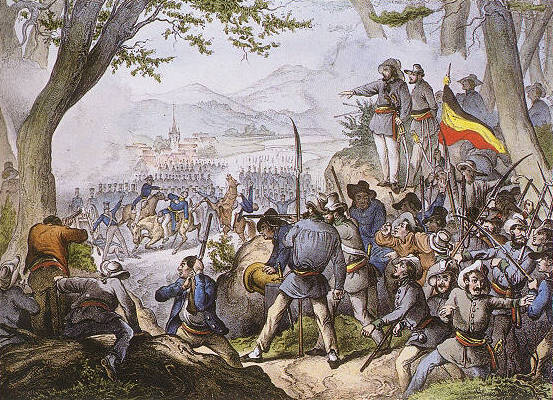
Zeitgenössische Lithographie des Gefechts bei Kandern aus der Perspektive der Revolutionäre am 20. April 1848, bei der der Heckeraufstand niedergeschlagen wurde

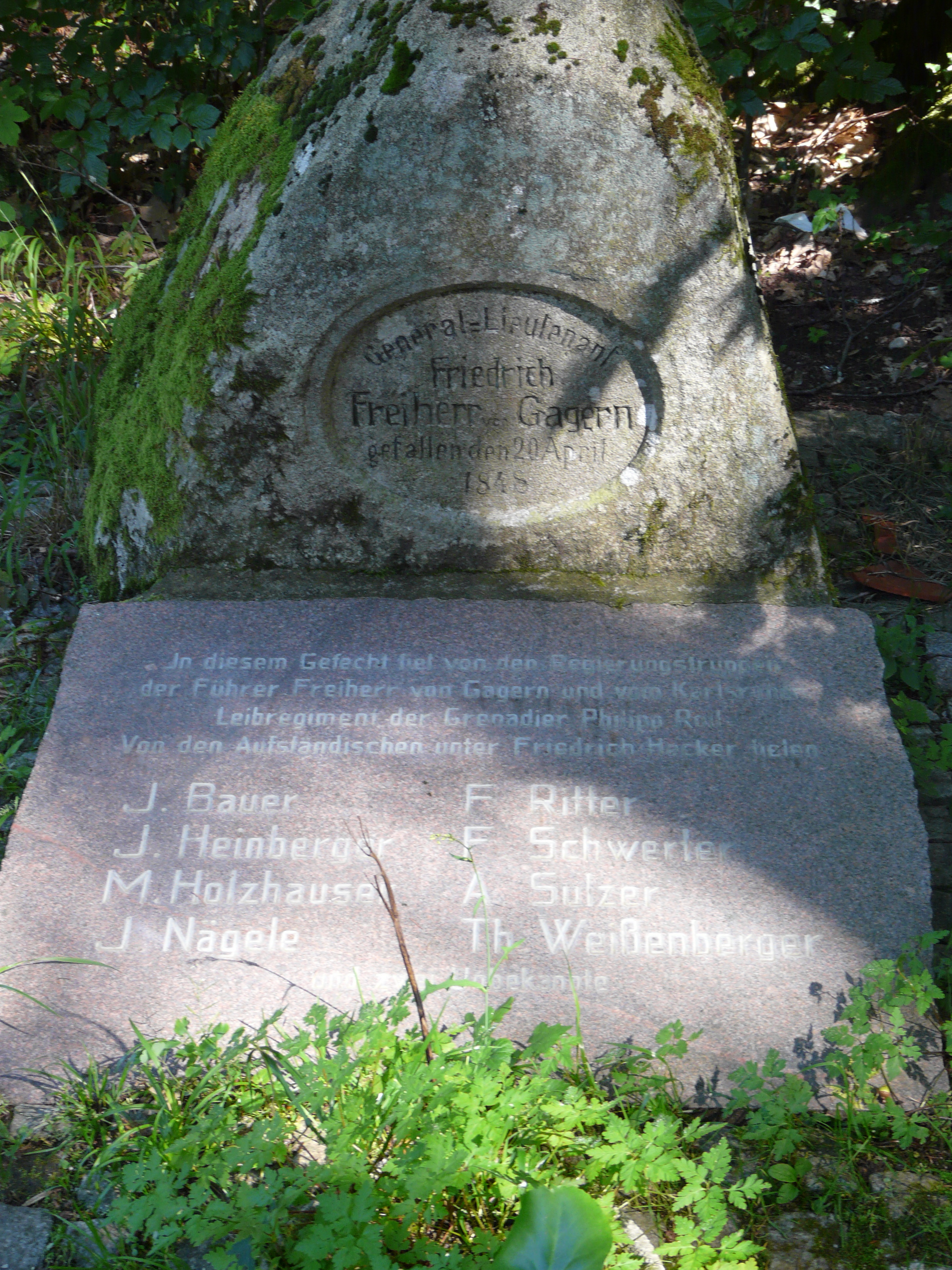
Gedenkstein auf der Kanderner Scheideck für General Friedrich von Gagern und die gefallenen Soldaten und Revolutionäre

- 12. September 1847: In der Offenburger Versammlung der entschiedenen Verfassungsfreunde trägt Friedrich Hecker die 13 „Forderungen des Volkes in Baden“ nach Bürgerrechten, sozialer Sicherheit und Gleichheit vor, die Gustav Struve auf vier „dringliche Forderungen an die Deputierten in Carlsruhe“ zusammenzieht: 1. Volksbewaffnung mit freien Wahlen der Offiziere. 2. Unbedingte Preßfreiheit. 3. Schwurgerichte nach dem Vorbilde Englands. 4. Sofortige Herstellung eines teutschen Parlaments.
- 27. Februar 1848: Die Mannheimer Volksversammlung nimmt die 13 Forderungen des Volkes wieder auf und richtet sie als Petition an die Zweite Kammer der Badischen Landstände.
- 28. Februar 1848: In Freiburg im Haus „Zur Tannen“ wählt die Versammlung einen Volksausschuss, stellt einen Katalog revolutionärer Forderungen zusammen und sendet damit eine Delegation nach Karlsruhe. Die Abordnung trifft am 1. März in der Landeshauptstadt ein.
- 1. März 1848: 20.000 Menschen demonstrieren vor dem Ständehaus des Landtags. Einige Demonstranten dringen in das Gebäude ein. Hecker verlangt die Beseitigung der Adelsprivilegien und die Befreiung der Bauern, somit die Aufhebung der Überreste des mittelalterlichen Feudalsystems.
- 2. März 1848: Die Erste Kammer (Ständekammer) verabschiedet eine Gesetzesvorlage zur Abschaffung der Reste des Feudalwesens, zur Vereidigung des Heeres auf die badische Verfassung und zur religiösen Gleichstellung von Angehörigen nichtchristlicher Bekenntnisse.
- 4. März 1848: Bauernerhebung in Nordbaden. Die Revolution greift auf andere Staaten des deutschen Bundes über.
- 19. März 1848: Große Volksversammlung in Offenburg mit 20.000 Teilnehmern. Hecker und Struve sprechen zur Menge. Sie werfen der badischen Regierung vor, den 13 Forderungen des Volkes vom September des vergangenen Jahres unter dem Eindruck der Volksbewegung Anfang März zwar zugestimmt zu haben, aber mit deren verzögerter Umsetzung nur Zeit für die Rücknahme der Zugeständnisse bei nächster Gelegenheit gewinnen zu wollen.
- 26. März 1848: Karl von Rotteck junior eröffnet in Anwesenheit Struves eine Volksversammlung in Freiburg, an der die Veranstalter die Sicherstellung der persönlichen Freiheit durch ein besonderes Gesetz („habeas-corpus-Akte“) und die vollständige Trennung von Kirche und Staat fordern. Im Rausche der Begeisterung genehmigt die Versammlung auf dem Münsterplatz einen Brief an den preußischen König, worin Struve Friedrich Wilhelms Verhalten in den Märztagen als „königlicher Schauspieler und Bürgertöder“ brandmarkt.
- 12. April 1848: In Konstanz rufen Hecker und Struve die Republik aus und das Volk im Namen einer provisorischen Regierung zu einer bewaffneten Erhebung auf. Der „Heckerzug“ macht sich Richtung Rheinebene auf, wo er sich mit einem Zug Georg Herweghs, der „Deutschen Demokratischen Legion“ aus Frankreich, vereinigen will, um zur Landeshauptstadt Karlsruhe zu marschieren.
- 20. April 1848: Gefecht auf der Scheideck. Bei Kandern im Schwarzwald werden die Aufständischen des Heckerzuges von hessischen Truppen besiegt und zerrieben. Friedrich Hecker flieht ins Exil, was ihn zunächst in die Schweiz und schließlich in die USA führt.
- 24. April 1848: Freischaren unter Franz Sigel marschieren auf das von Aufständischen besetzte Freiburg zu, um den Belagerungsring der Regierungstruppen zu durchbrechen. Der Entsatzangriff misslingt. Stattdessen stürmen die Regierungstruppen die letzte Barrikade am Schwabentor und richten anschließend unter den Freischärlern ein Blutbad an.
- 27. April 1848: Herweghs 900 Mann starke „Deutsche Legion“ wird im Gefecht bei Dossenbach von württembergischem Militär besiegt.
- 21. September 1848:
  - Bei einem Aufstand in Lörrach ruft Struve unter der Devise „Wohlstand, Bildung, Freiheit für alle!“ erneut eine Republik aus, doch kommt er auf seinem anschließenden Zug gegen Norden lediglich bis Staufen. Im Gefecht um Staufen schlagen badische Truppen die Aufständischen. Struve wird wenige Tage später inhaftiert (vgl. Struve-Putsch).
  - Bei dem Eisenbahnanschlag in Weinheim unterbrachen Revolutionäre die Bahnstrecke Frankfurt am Main–Heidelberg südlich von Weinheim, um zu verhindern, dass Hessisches Militär gegen Struve eingesetzt wurde. Ein Leerzug entgleiste und mehrere Eisenbahner wurden verletzt. In der Folge wurde das Kriegsrecht im Amtsbezirk Weinheim ausgerufen. Die strafrechtliche Verfolgung der Beteiligten wegen Hochverrats zog sich bis 1856 hin.
- 29. Januar 1849: In Freiburg gründet Karl von Rotteck junior den Republikanischen Volksverein. Als Gegenbewegung ruft sein Cousin Bürgermeister Joseph von Rotteck mit anderen konstitutionellen Liberalen am 18. Februar zur Gründungsversammlung eines fürstentreuen Vaterländischen Vereins auf. Beide Vereine bekämpfen sich in einem verbissenen Propagandakrieg.
- 20. März 1849: In Freiburg Prozess gegen Gustav Struve und Karl Blind im Basler Hof vor einem Schwurgericht. Zur Haftverbüßung der verhängten acht Jahre Zuchthaus bringt man die Verurteilten in die Festung Rastatt.
- 9. Mai 1849: Im Zuge der Maiaufstände 1849, mit denen das Volk die Anerkennung der revolutionären Errungenschaften der Reichsverfassung in einzelnen Staaten des deutschen Bundes erzwingen will, meutern in der Bundesfestung Rastatt Soldaten der badischen Garnison und verbrüdern sich mit Teilen der revolutionären Bürgerwehr feierlich unter „Beschwörung der Treue und Liebe zum Volk“.
- 11. Mai 1849: Verbrüderung der Republikaner mit dem 2. Badischen Infanterieregiment in Freiburg
- 12./13. Mai 1849: Auf der Delegiertenkonferenz der badischen Volksvereine in Freiburg stellt Amand Goegg „die Frage über die Proklamation der Republik“, findet aber keine Zustimmung.

Karikatur zur Flucht Großherzog Leopolds aus Karlsruhe in der Nacht vom 13. zum 14. Mai 1849

- 13. Mai 1849: Eine Volksversammlung in Offenburg beschließt ein 16-Punkte-Programm, das u. a. die unbedingte Anerkennung der Reichsverfassung und die Bildung einer neuen – allerdings noch immer großherzoglichen – Regierung unter dem liberalen Politiker Lorenz Brentano fordert. Die amtierende großherzogliche Regierung lehnt die Forderungen der Offenburger Versammlung ab. Am Abend des 13. Mai fährt der revolutionäre Landesausschuss der Volksvereine nach Rastatt, wo Amand Goegg vom Balkon des Rathauses die Offenburger Beschlüsse verkündet und Brentano Bürgerwehr und Soldaten auf die Reichsverfassung vereidigt. Noch in der gleichen Nacht vom 13. zum 14. Mai flieht Großherzog Leopold aus seiner Residenz in Karlsruhe ins Exil nach Koblenz.
- 14. Mai 1849: Das Ministerium Hoffmann / Bekk wird für abgesetzt erklärt und eine Exekutivkommission des Landesausschusses, der zunächst anstelle der geflüchteten großherzoglichen Regierung die Regierungsgeschäfte übernimmt, etabliert sich mit Amand Goegg, Joseph Ignatz Peter und Karl Eichfeld unter ihrem Präsidenten Lorenz Brentano.
- Mai 1849: Johann Philipp Becker wird mit der Schaffung und Organisation der Volkswehr beauftragt. Sein erster Tagesbefehl datiert vom 21. Mai.
- 30. Mai 1849: Gefecht der Volkswehr gegen hessische Truppen bei Heppenheim.
- 1. Juni 1849: Unter Lorenz Brentano wird eine provisorische demokratische Regierung gebildet, in der die konservativ-liberalen Kräfte dominieren; der Landesausschuss löst sich auf.
- 3. Juni 1849: Die wahlberechtigten Männer Badens stimmen nach der Wahlordnung der deutschen Nationalversammlung über die Zusammensetzung einer konstituierenden Landesversammlung ab. Die Tätigkeit der Badischen verfassunggebende Versammlung von 1849 beschränkte sich jedoch auf die kurze Zeit vom 10. Juni bis 30. Juni 1849.
- 5. Juni 1849: In Karlsruhe bildet sich unter der Führung des aus seiner Haft befreiten Struve und Beckers ein „Klub des entschiedenen Fortschritts“ und fordert von der Regierung entschiedene revolutionäre Maßnahmen. Diese lässt die Delegation festnehmen, muss sie jedoch unter dem Druck der in der Stadt stationierten Freischaren wieder frei lassen.
- Juni 1849: Der polnische Revolutionär Ludwik Mierosławski wird zum General der Revolutionsarmee ernannt. Bundestruppen unter dem Kommando des Generalleutnant Eduard von Peucker und zwei improvisierte preußische Armeekorps unter dem Prinzen von Preußen sowie ein hessisches Truppenkontingent unter Friedrich von Schäffer-Bernstein dringen in Baden ein, um die Revolution niederzuschlagen.
- 15./16. Juni 1849: Siegreiche Gefechte der badischen Truppen an der Neckarlinie bei Mannheim, Käferthal, Ladenburg und Hirschhorn
- 20. Juni 1849: Das Erste preußische Korps unter Moritz von Hirschfeld geht nach Herausdrängung der Revolutionstruppen aus der Pfalz bei Germersheim über den Rhein. Die bei Philippsburg stationierten badischen Revolutionstruppen werden im Schlaf überrascht und ziehen sich unter Hinterlassung ihrer Kriegskasse und ihrer Dienstpapiere nach Bruchsal zurück. Der für die kampflose Aufgabe der Rheinbrücke verantwortliche polnische Oberst Theophil Mniewski wird wegen „Feigheit vor dem Feind“ in Karlsruhe arrestiert.[2]
- 21./22. Juni 1849: Hirschfelds Sieg im Gefecht bei Waghäusel zwingt die badischen Truppen zum Rückzug, um einer drohenden Umklammerung zu entgehen.
- 24. Juni 1849: Geiselnahme im Murgtal. Auf Anordnung des revolutionären Innenministeriums in Karlsruhe wurden im Murgtal und in Baden-Baden sechzehn, als Anhänger der großherzoglichen Regierung bekannte und der Reaktion beschuldigte Beamte und Geistliche aus dem Murgtal und aus Baden-Baden festgesetzt und in der Festung Rastatt interniert. Das besonnene Eingreifen von Amand Goegg am 28. Juni hat verhindert, dass die Gefangenen, wie vorgesehen, als Geiseln zur Durchsetzung von Forderungen gegen die vorrückenden preußischen Interventionstruppen eingesetzt werden konnten.
- 25. Juni 1849: Gefecht bei Durlach, bei dem Beckers Volkswehr den Rückzug der Armee auf die Murglinie deckt. Die Revolutionsregierung flieht nach Freiburg im Breisgau und mit ihr Einheiten der Revolutionstruppen. Hirschfeld besetzt Karlsruhe. Der bei ihrem Rückzug von den Revolutionären nicht freigelassene Mniewski wird später von einem badisch-preußischen Kriegsgericht zum Tode verurteilt und am 25. August in Rastatt erschossen.
- 25. Juni 1849: Mieroslawski formiert die in Nordbaden geschlagenen revolutionären Verbände an der Murglinie neu und bereitet die Verteidigungslinie auf den Kampf mit den vordringenden Interventionstruppen vor.
- 28. Juni 1849: Die verfassunggebende Versammlung tagt im Basler Hof zu Freiburg. Auf Antrag Struves beschließt das Gremium, den Krieg gegen die Feinde der deutschen Einheit und Freiheit mit allen zu Gebote stehenden Mitteln fortzusetzen. Darauf tritt Brentano als Regierungschef zurück, Amand Goegg bildet gemeinsam mit Kriegsminister Werner die „provisorische Regierung von Baden mit diktatorischer Gewalt“.

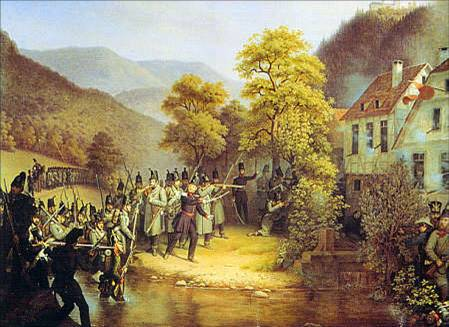
Franz Seraph Stirnbrand (1788–1882): Gefecht in Gernsbach am 29. Juni 1849

- 29./30. Juni 1849: Verlustreiche Gefechte an der Murglinie am 29. Juni, beim Gefecht in Gernsbach werden die Linien der Revolutionstruppen durchbrochen.[3] Ludwik Mierosławski ernennt Major Gustav Tiedemann aus dem Kreis um Struve zum Gouverneur der Festung Rastatt. Die revolutionären Einheiten ziehen sich nach Südbaden und zum Teil in die Festung Rastatt zurück, die vom Zweiten preußische Korps unter Karl von der Groeben zerniert wird. Es beginnt die dreiwöchige Belagerung der Festung Rastatt

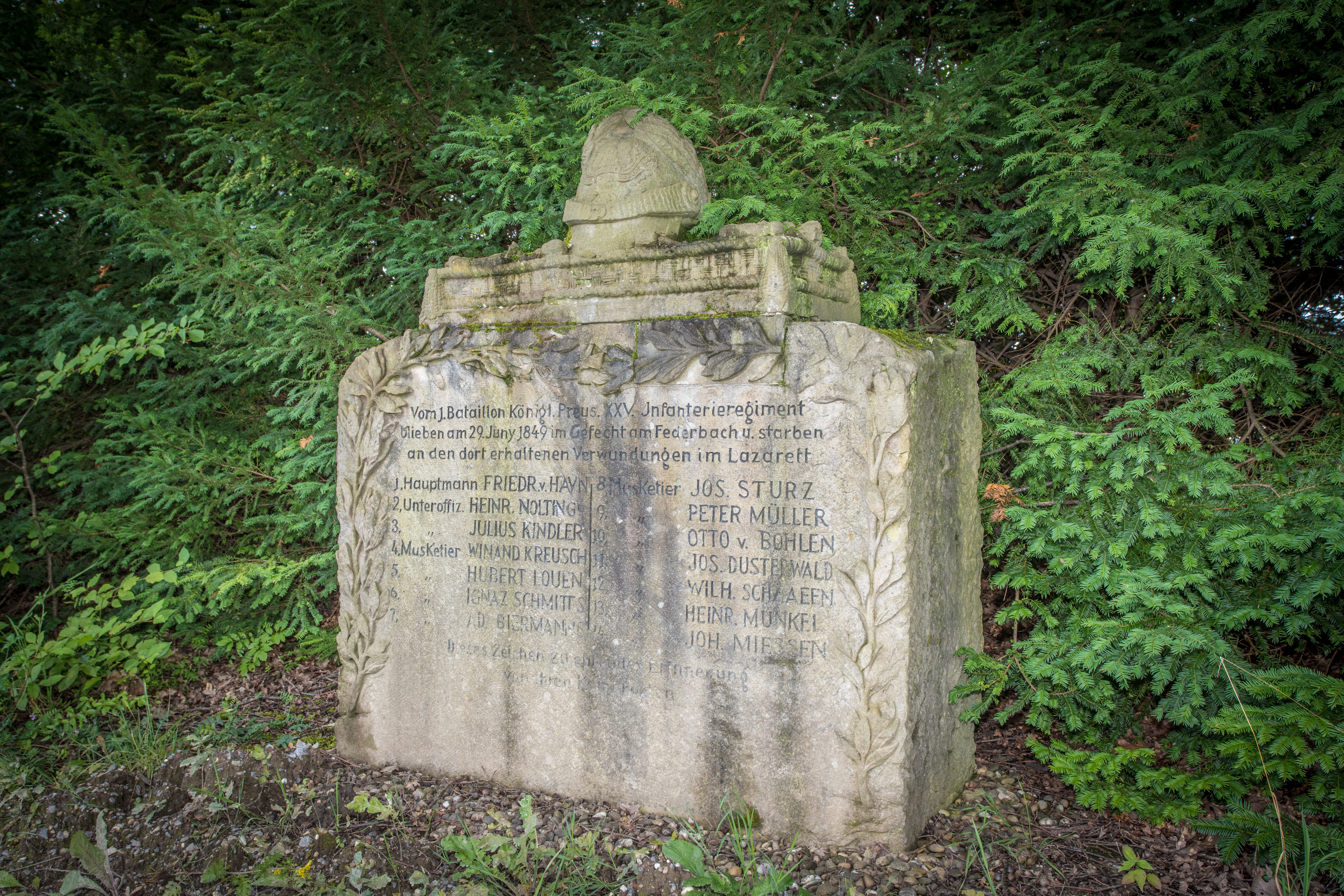
Gedenkstein der Gefallenen beim Gefecht am Federbach am 29. Juni 1849

- 1. Juli 1849: Ein letztes Aufgebot von etwa 4.000 Mann marschiert in Freiburg an den Repräsentanten der Revolutionsregierung und ihrem Oberkommandierenden Franz Sigel vorbei, zieht aber wenige Tage später ins Höllental ab.
- 7. Juli 1849: Hirschfelds Korps rückt kampflos in Freiburg ein.
- 9. Juli 1849: Die Bürgerwehr Sipplingen nimmt in Bodman Aufständische fest und überführt sie nach Pfullendorf.[4]
- 12. Juli 1849: Der am 8. Juli begonnene Rückzug der badischen Revolutionsarmee in die Schweiz ist beendet.
- 21. Juli 1849: Hessische Truppen dringen beim sogenannten Büsinger-Handel über schweizerisches Territorium in die badische Exklave Büsingen am Hochrhein ein. Der Konflikt mit der Schweiz wird erst am 30. Juli mit dem Abzug der hessischen Truppen gelöst.
- 23. Juli 1849: Nach dreiwöchiger Einschließung kapituliert Rastatt vor Groeben. Gouverneur von Rastatt wird der preußische General Heinrich von Holleben.

Die Revolution war gescheitert. Die badische Armee wurde aufgelöst und später unter preußischer Führung neu aufgebaut. Vielen Revolutionären gelang die Flucht ins Exil, darunter Struve, Brentano, Carl Schurz, Friedrich Engels, Friedrich Beust, andere wurden verhaftet und vor Standgerichte mit preußisch-badischer Besetzung gestellt. Nach dem Fall Rastatts hatte das preußische Kommando Karl Alois Fickler, den Bruder des badischen Agitators Joseph Fickler, mit der Verteidigung der Angeklagten beauftragt. Die Standgerichte verurteilten 27 Revolutionäre zum Tode durch Erschießen (darunter den letzten Festungskommandanten von Rastatt, Gustav Tiedemann) und verhängten gegen andere lange Haftstrafen in preußischen Gefängnissen. In den Kasematten von Rastatt, wo viele Revolutionäre gefangen gehalten wurden, brach Typhus aus und forderte viele Opfer.

## Hingerichtete Revolutionäre
Vom 27. Juli bis 27. Oktober 1849 waren in Mannheim, Rastatt und Freiburg gemischte preußisch-badische Standgerichte und preußische Kriegsgerichte tätig. Insgesamt wurden 27 Todesurteile verhängt und vollzogen – vier weitere Todesurteile wurden nicht vollzogen.

### In Rastatt

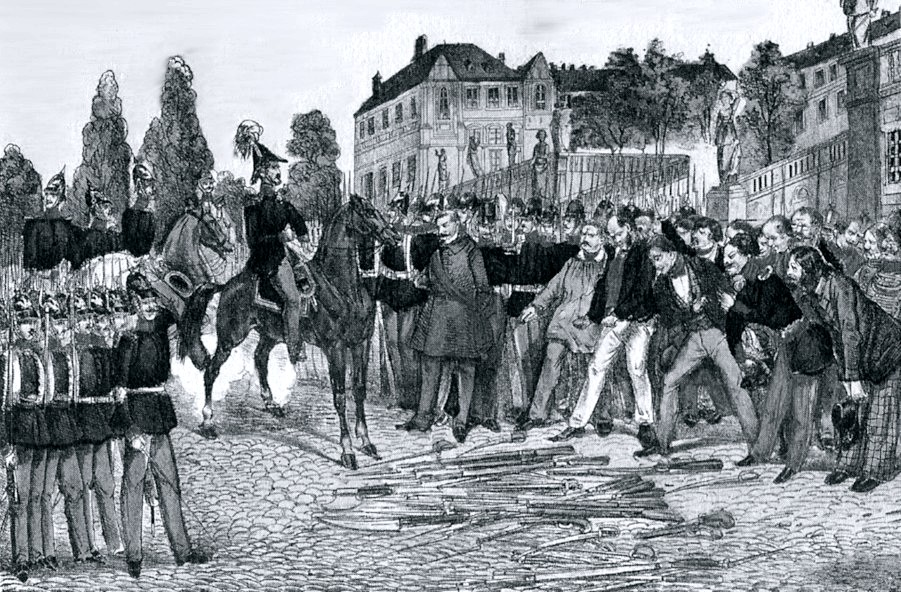
Kapitulation der revolutionären Besatzung von Rastatt gegenüber den Truppen des Deutschen Bundes am 23. Juli 1849

In Rastatt wurden 19 Todesurteile vollstreckt. Der ebenfalls zum Tode verurteilte Otto von Corvin wurde begnadigt und seine Strafe in eine Zuchthausstrafe umgewandelt.
- Gottfried Bauer († 4. Oktober 1849) – Soldat, Gissigheim
- Karl Bernigau († 20. Oktober 1849) – Major, Mühlhausen
- Ernst Gustav von Biedenfeld († 9. August 1849) – Bataillonskommandeur, Bühl
- Georg Böhning († 17. August 1849) – Uhrmacher, Chef der Flüchtlingslegion, zuletzt Oberst, Wiesbaden
- Andreas Counis († 15. September 1849) – Soldat, Pforzheim
- Ernst Elsenhans († 7. August 1849) – Publizist, Feuerbach
- Josef Günthard († 22. September 1849) – Soldat, Konstanz
- Konrad Heilig († 11. August 1849) – ehem. badischer Unteroffizier, zuletzt Major und Kommandant der Festungsartillerie Rastatt, Pfullendorf
- Karl Jakobi († 3. September 1849) – Major des Arbeiter-Bataillons, Mannheim
- Peter Jäger († 22. September 1849) – Soldat, Assamstadt
- Jean Joseph Jansen († 20. Oktober 1849) – Geometer, Köln
- Josef Kilmarx († 8. Oktober 1849) – Feldwebel, Rastatt
- Ludwig Kohlenbecker († 8. Oktober 1849) – Soldat, Karlsruhe
- Konrad Lenzinger († 25. August 1849) – Korporal, Durlach
- Theophil Mniewski († 25. August 1849) – polnischer Offizier, Wodzierady (Russ.-Polen)
- Ludwig Peter Wilhelm Schade († 12. September 1849) – Leutnant, Karlsruhe
- Friedrich Wilhelm Schrader († 20. Oktober 1849) – Deserteur der 8. preußischen Artillerie-Brigade, Mansfeld
- Gustav Nikolaus Tiedemann († 11. August 1849) – ehem. badischer Dragonerleutnant, zuletzt Oberst und Kommandant der Festung Rastatt, Landshut,
- Philipp Zenthöfer († 25. August 1849) – Büchsenmacher und Soldat, Mannheim

Der Rastatter Handelsmann und Bankier Franz Simon Meyer hat in seinen Aufzeichnungen detailliert seine Beobachtungen der Prozesse sowie der Hinrichtungen festgehalten. Im Prozess gegen Theophil Mniewski fungierte er gar als Dolmetscher für den Angeklagten und besuchte ihn in der Nacht vor der Hinrichtung in dessen Zelle.
Auf dem ehemaligen Patientenfriedhof der Klinik Rastatt wurde 1899 ein Denkmal an die 19 Erschossenen errichtet. Die Kopfzeile lautet: Ruhestätte der im Jahr 1849 in Rastatt standrechtlich erschossenen FreiheitsKämpfer.

### In Freiburg
Zum Tode verurteilt und auf dem Wiehre-Friedhof erschossen wurden 1849 drei Revolutionäre:
- Johann Maximilian Dortu – Preußischer Unteroffizier, während der Revolution Major der Badischen Volkswehr – am 11. Juli von einem preußischen Kriegsgericht verurteilt – am 31. Juli, sowie
- Friedrich Neff – Student der Philosophie, Teilnehmer an den Freischarzügen von Hecker und Struve am 9. August,
- Gebhard Kromer – Korporal der badischen Revolutionsarmee am 21. August.

### In Mannheim
In Mannheim wurden fünf Todesurteile vollstreckt. Der ebenfalls in Mannheim zum Tode verurteilte Theodor Mögling wurde begnadigt und die Strafe in eine Zuchthausstrafe umgewandelt. Das Mannheimer Standgericht legte in 15 weiteren Verfahren jeweils eine Zuchthausstrafe von 10 Jahren fest.
- Karl Höfer († 16. August 1849)[11] – Lehrer, Brehmen/Altneudorf
- Valentin Streuber († 11. Oktober 1849)
- Adolf von Trützschler († 14. August 1849)
- Peter Lacher († 28. August 1849)
- Gottlieb Heinrich Dietz († 20. August 1849)

### Weitere Folgen und Auswirkungen
In der Folge kam es außer den standrechtlichen Erschießungen auch zu Verhaftungen und Geldstrafen. Die Auswanderung von ca. 80.000 Badenern (5 % der Bevölkerung), vor allem nach Amerika war zum einen der wirtschaftlichen Not geschuldet, zu einem Teil aber auch der gescheiterten Revolution. Die Emigranten dieser Zeit werden als Forty-Eighters oder „Achtundvierziger“ bezeichnet. Baden blieb bis 1851 durch die Preußische Armee besetzt.

## Amnestie
Großherzog Friedrich I. erließ drei Gnadenakte, in denen den Beteiligten der Revolution von 1848/49 in einem abgestuften Verfahren Amnestie gewährt wurde. Am 9. Juli 1857 wurden Revolutionäre mit einer Freiheitsstrafe von nicht mehr als acht Jahren begnadigt; am 1. Dezember 1860 wurde diese Amnestie auf Verurteilte mit nicht mehr als zwölf Jahren Freiheitsstrafe ausgedehnt. Die Zweite Kammer der Badischen Ständeversammlung befasste sich am 9. Mai 1862 ohne Diskussion mit einer Vorlage des Petitionsausschusses, die eine Amnestie der Gnade des Großherzogs überließ. Am 7. August 1862 erfolgte die allgemeine Begnadigung, wobei jedoch mangels Ausführungsbestimmungen für die Betroffenen eine Unsicherheit verblieb. Eine Interpretation des Gnadenaktes in einem Reskript des Ministeriums der auswärtigen Angelegenheiten vom 26. Januar 1863 wurde von Gustav Struve als „Scheinamnestie“ und „Demütigung“ bezeichnet.

## Gedenken

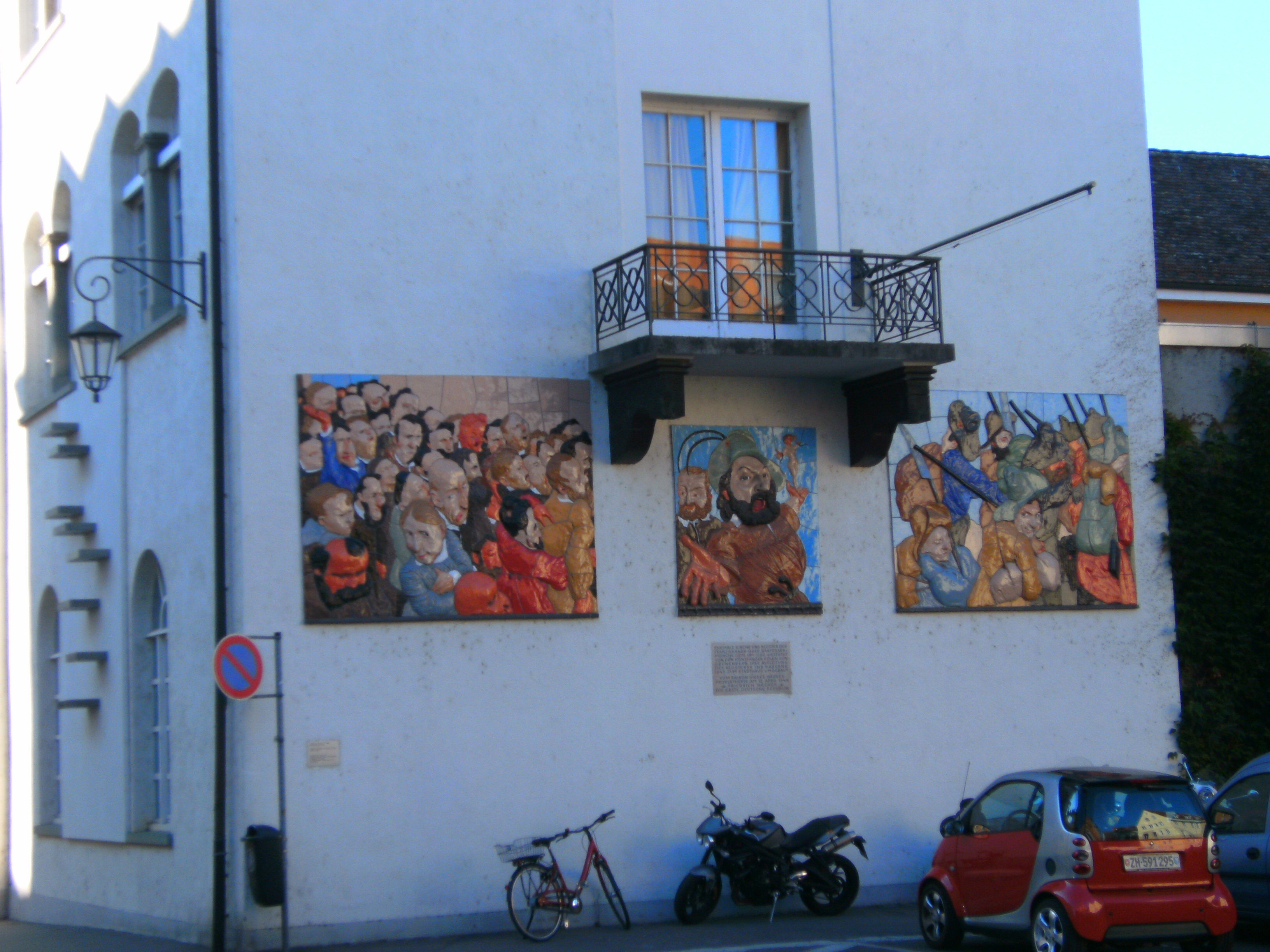
Konstanz: Bild von Johannes Grützke: Morgen brechen wir auf. Darstellung Hecker in Konstanz

In Konstanz erinnert ein Bild-Zyklus von Johannes Grützke unterhalb des Balkons an den Aufruf von Friedrich Hecker. An die hingerichteten Revolutionäre erinnern Grabmale.
Seit 1998 gibt es die Wanderrouten Deutsche Revolution in Baden 1848/49 von der Landeszentrale für politische Bildung Baden-Württemberg.
Für die Helfer bei der Niederschlagung des Aufstandes stiftete Großherzog Leopold die Militär-Gedächtnis-Medaille von 1849.

## Theater
- Die Geschichtstheatergesellschaft[18] Stuttgart würdigte am 4. Juli 1998 in einer Aufführung in historischen Uniformen und mit historischen Requisiten zum 125. Jubiläum die Grußadresse Friedrich Heckers vom 4. Juli 1873 an die Badischen Revolutionäre.
- Baden brennt. Ein Volksstück über die Badische Revolution 1848/49,[19] 1998 uraufgeführt auf der Freilichtbühne Ötigheim, geschrieben und inszeniert von Sepp Strubel.

## Film
- Lenz oder die Freiheit. 4-teiliger Fernsehfilm. Revolutionsdrama zur badischen Revolution 1849. Nach der gleichnamigen Übersetzung des ursprünglich in Englisch geschriebenen historischen Romans von Stefan Heym („The Lenz papers“). Bundesrepublik Deutschland 1986, 4 × 90 Min., Regie: Dieter Berner